# لیندا کازلاوسکی
لیندا کازلاوسکی (انگلیسی: Linda Kozlowski؛ زادهٔ ۷ ژانویهٔ ۱۹۵۸) یک هنرپیشه اهل ایالات متحده آمریکا است. وی بین سال‌های ۱۹۸۱ تا ۲۰۰۱ میلادی فعالیت می‌کرد.
از فیلم‌ها یا مجموعه‌های تلویزیونی که وی در آن‌ها نقش داشته است می‌توان به فیلم‌های داندی کروکودیل، داندی کروکودیل ۲ و داندی کروکودیل ۳ اشاره نمود.